# AaaaaAAaaaAAAaaAAAAaAAAAA!!! - A Reckless Disregard for Gravity
AaaaaAAaaaAAAaaAAAAaAAAAA!!! — A Reckless Disregard for Gravity (англ. Безрозсудне нехтування гравітацією; також відома як Aaaaa!) — відеогра жанру аркади, розроблена і випущена компанією Dejobaan Games для Microsoft Windows у 2009 році.
18 листопада 2009 року ціна на гру в Steam була зменшена удвічі і була випущена демоверсія гри.

## Ігровий процес
Гра є собою симулятор Бейс-джампінгу. У кожному з 80 рівнів персонаж, керований гравцем, здійснює стрибки з дахів. Під час польоту гравцеві потрібно збирати всілякі бонуси, пролітати якомога ближче до будівель і не врізатися в них. Для успішного приземлення потрібно розкрити парашут. У кінці кожного рівня гравцеві видається певна кількість очок, на які він зможе відкрити нові рівні. Якщо гравець не встигає розкрити парашут, то він розбивається і не отримує жодного очка.
- Гравець заробляє очки, падаючи на максимальній швидкості якомога ближче до будівель та інших об'єктів на місцевості.
- Гравець може заробити додаткові очки, показуючи великий палець спостерігачам, повз яких він пролітає.
- У грі будинки можуть ширяти в повітрі.
- Одним з елементів гри є банка з фарбою, за допомогою якої гравець може наносити графіті на стіни державних установ, заробляючи таким чином додаткові очки.

## Система досягнень
У грі, придбаній через сервіс Steam, присутня система досягнень (англ. achievements), яка полягає у виконанні низки завдань. Зароблені досягнення не дають жодних переваг при проходженні. На момент виходу гри, було додано 6 досягнень.

## Розробка гри
- Базова концепція гри була розроблена впродовж трьох днів. Більшу частину цього часу розробники веселилися, дивлячись на персонажа гри, що врізається і шльопається.[3]
- Розробники впевнені, що музика дійсно впливає на проходження рівнів; науково доведено, що швидка музика сприяє розбиттю в млинець.[3]
- Ідея прийшла в голову розробникам після того, як дизайнер рівня прислав відео зі стрибками на YouTube програмісту.[3]
- Розробники гри стверджують, що спочатку кожен раз писали повну назву гри власноруч, але потім їм це так набридло, що кожен з них завів на робочому комп'ютері документ з правильним написом назви і з тих пір копіює її звідти.[7]